# تسوتشيميكادو
تسوتشيميكادو (باليابانية: 土御門天皇) هو إمبراطور اليابان ال83، حكم من سنة 1198 إلى سنة 1210 وهو من أسرة ياماتو وخلف والده غوتابا في الحكم وبعد وفاته خلفه في الحكم ابنه جونتوكو.